# Női 400 méteres gyorsúszás a 2013-as úszó-világbajnokságon
A női 400 méteres gyorsúszást a 2013-as úszó-világbajnokságon július 29-én rendezték meg. Előbb a selejtezőt majd este a döntőt.

## Rekordok
|                    | Név                 | Nemzetiség  | Idő     | Helyszín | Dátum            |
| ------------------ | ------------------- | ----------- | ------- | -------- | ---------------- |
| Világcsúcs         | Federica Pellegrini | Olaszország | 3:59.15 | Róma     | 2009. július 26. |
| Világbajnoki csúcs | Federica Pellegrini | Olaszország | 3:59.15 | Róma     | 2009. július 26. |

## Érmesek
| Arany                            | Ezüst                         | Bronz                    |
| Katie Ledecky · Egyesült Államok | Melanie Costa · Spanyolország | Lauren Boyle · Új-Zéland |

## Eredmények

### Selejtező
| Helyezés | Futam | Pálya | Név                    | Nemzetiség | Idő     | Megj. |
| -------- | ----- | ----- | ---------------------- | ---------- | ------- | ----- |
| 1        | 3     | 5     | Katie Ledecky          | USA        | 4:03.05 | Q     |
| 2        | 4     | 6     | Melanie Costa          | ESP        | 4:04.20 | Q     |
| 3        | 2     | 5     | Jazmin Carlin          | GBR        | 4:04.85 | Q     |
| 4        | 3     | 3     | Lauren Boyle           | NZL        | 4:04.96 | Q     |
| 5        | 2     | 3     | Kylie Palmer           | AUS        | 4:05.01 | Q     |
| 6        | 4     | 4     | Camille Muffat         | FRA        | 4:05.53 | Q     |
| 7        | 2     | 6     | Kapás Boglárka         | HUN        | 4:05.61 | Q NR  |
| 8        | 3     | 2     | Andreina Pinto         | VEN        | 4:06.02 | Q NR  |
| 9        | 4     | 3     | Mireia Belmonte García | ESP        | 4:06.76 |       |
| 10       | 4     | 2     | Chloe Sutton           | USA        | 4:07.16 |       |
| 11       | 3     | 7     | Martina de Memme       | ITA        | 4:08.42 |       |
| 12       | 3     | 6     | Shao Yiwen             | CHN        | 4:09.16 |       |
| 13       | 3     | 4     | Bronte Barratt         | AUS        | 4:09.65 |       |
| 14       | 2     | 4     | Coralie Balmy          | FRA        | 4:10.70 |       |
| 15       | 3     | 1     | Chihiro Igarashi       | JPN        | 4:12.44 |       |
| 16       | 4     | 1     | Savannah King          | CAN        | 4:12.47 |       |
| 17       | 4     | 7     | Ellie Faulkner         | GBR        | 4:13.18 |       |
| 18       | 4     | 0     | Susana Escobar         | MEX        | 4:13.37 |       |
| 19       | 2     | 7     | Diletta Carli          | ITA        | 4:13.89 |       |
| 20       | 2     | 2     | Zhang Wenqing          | CHN        | 4:14.66 |       |
| 21       | 3     | 8     | Julia Hassler          | LIE        | 4:14.68 |       |
| 22       | 2     | 9     | Lynette Lim            | SIN        | 4:14.76 |       |
| 23       | 2     | 1     | Sarah Köhler           | GER        | 4:16.13 |       |
| 24       | 4     | 8     | Nina Rangelova         | BUL        | 4:18.94 |       |
| 25       | 4     | 9     | Kyna Pereira           | RSA        | 4:19.66 |       |
| 26       | 2     | 8     | Natthanan Junkrajang   | THA        | 4:19.77 |       |
| 27       | 1     | 5     | Katya Bachrouche       | LIB        | 4:20.46 |       |
| 28       | 2     | 0     | Tjasa Oder             | SLO        | 4:20.82 |       |
| 29       | 3     | 0     | Carolina Queiroz       | BRA        | 4:21.40 |       |
| 30       | 3     | 9     | Khoo Cai Lin           | MAS        | 4:23.67 |       |
| 31       | 1     | 3     | Andrea Cedrón          | PER        | 4:28.78 |       |
| 32       | 1     | 4     | Raina Ramdhani         | INA        | 4:29.61 |       |
| 33       | 1     | 6     | Daniela Benavides      | CUB        | 4:35.85 |       |
| 34       | 1     | 2     | Alexis Clarke          | BAR        | 4:42.82 |       |
| 35       | 1     | 1     | San Khant Khant Su     | MYA        | 4:54.89 |       |
| 36       | 1     | 7     | Monica Saili           | SAM        | 4:55.49 |       |
| 37       | 1     | 8     | Victoria Chentsova     | NMI        | 4:59.78 |       |
| Nincs    | 4     | 5     | Lotte Friis            | DEN        |         | DNS   |

### Döntő
| Helyezés  | Pálya | Név            | Nemzetiség | Idő     | Megj. |
| --------- | ----- | -------------- | ---------- | ------- | ----- |
| Aranyérem | 4     | Katie Ledecky  | USA        | 3:59.82 | AM    |
| Ezüstérem | 5     | Melanie Costa  | ESP        | 4:02.47 | NR    |
| Bronzérem | 6     | Lauren Boyle   | NZL        | 4:03.89 |       |
| 4         | 3     | Jazmin Carlin  | GBR        | 4:04.03 |       |
| 5         | 1     | Kapás Boglárka | HUN        | 4:05.90 |       |
| 6         | 8     | Andreina Pinto | VEN        | 4:07.14 |       |
| 7         | 7     | Camille Muffat | FRA        | 4:07.67 |       |
| 8         | 2     | Kylie Palmer   | AUS        | 4:08.13 |       |